# Bob Beamon

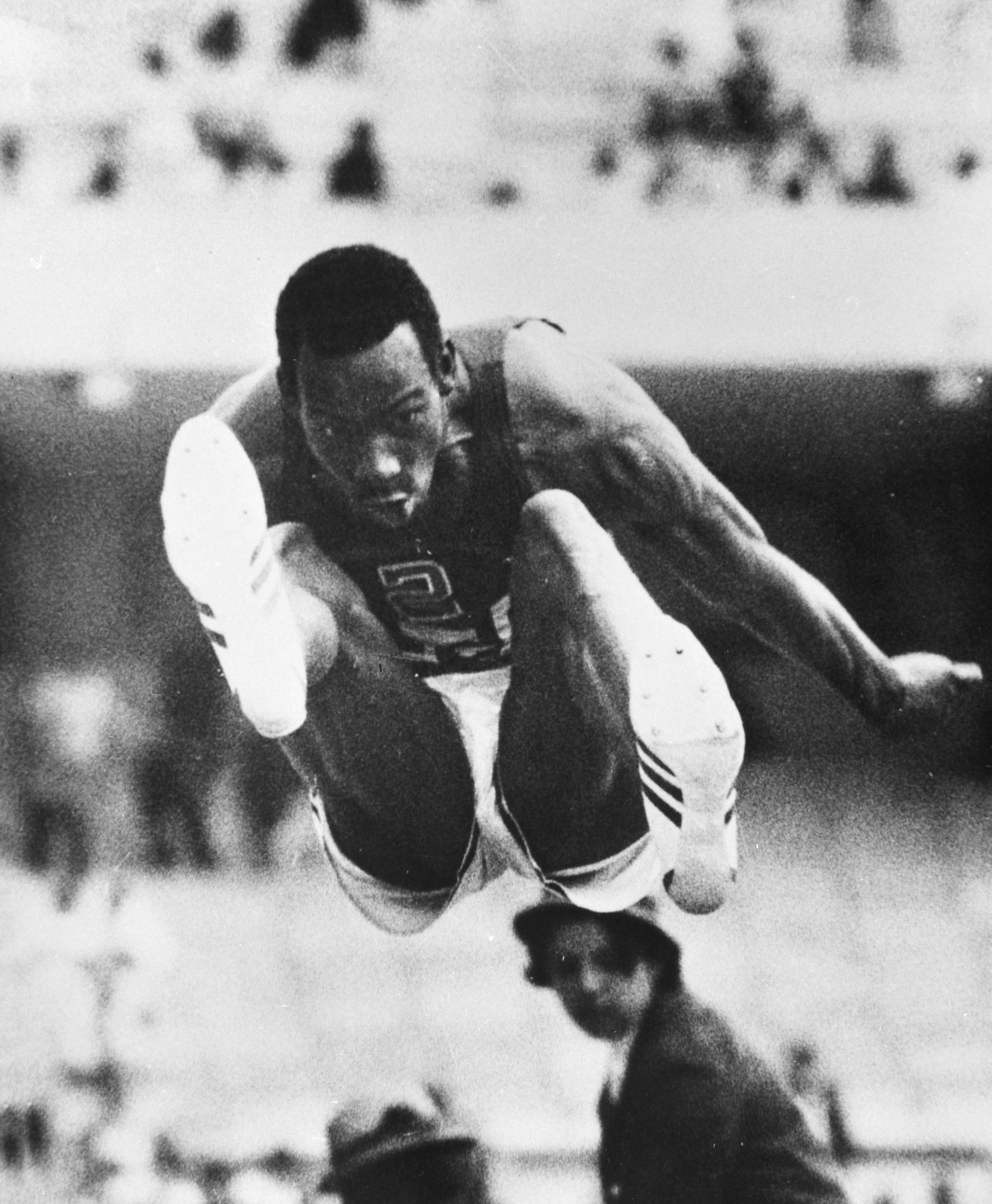
Beamon under rekordhoppet vid olympiska sommarspelen 1968.

Robert Alfred "Bob" Beamon, född den 29 augusti 1946 i Jamaica i Queens i New York, är en amerikansk före detta friidrottare som tävlade i längdhopp.
Beamons världsrekord på 8,90 meter vid olympiska sommarspelen 1968 i Mexico City är troligen friidrottshistoriens mest klassiska rekord. Noteringen var en förbättring av det gamla världsrekordet med hela 55 centimeter och stod sig i 23 år fram till 1991, då Mike Powell hoppade 8,95 meter vid VM i Tokyo. Hoppet innebar samtidigt att han slog det olympiska rekordet, som landsmannen Ralph Boston höll med 8,12 meter från olympiska sommarspelen 1960 i Rom. Det olympiska rekordet gäller fortfarande och Beamons hopp är fortfarande det näst längsta i historien i godkänd vind.

## Karriär
Beamon inledde sitt längdhoppande i Jamaica High School. Därefter studerade han vid och tävlade för North Carolina A&T State University i Greensboro och University of Texas at El Paso.
Beamons första internationella framgång kom när han hoppade hem silvret vid panamerikanska spelen 1967 i Winnipeg.
Inför längdtävlingen vid OS 1968 i Mexico City fanns det ett knippe favoriter. Världsrekordhållarna Igor Ter-Ovanesian från Sovjetunionen och Ralph Boston från USA, den senare även olympisk mästare från 1960, var de främsta av dessa, tillsammans med Storbritanniens Lynn Davies, som var regerande olympisk, samväldes- och europamästare. Dock hade även den nya talangen Beamon visat framfötterna och kom till OS som obesegrad under 1968. I kvalet fick Beamon först två underkända hopp, innan han tog chansen i sista omgången och tog sig till final med 8,19 meter. Samtidigt satte Boston nytt olympiskt rekord med 8,27 meter i sitt bästa kvalhopp, och förstärkte därmed sitt favoritskap.
Finalen gick följande dag, den 18 oktober 1968. Beamon startade som fjärde hoppare, men hade inga resultat att relatera till eftersom de tre första deltagarna hade haft övertramp. 19 steg, en perfekt plankträff och efterföljande luftfärd senare var friidrottshistoria skriven. Medtävlarna såg att hoppet var långt, men insåg inte hur långt. Boston sade till Davies att "det är över 28 fot" (8,53 meter), men den sistnämnda trodde inte att hoppet var så långt.
Beamon hoppade så långt att det optiska mätinstrumentets räls inte räckte till. Man fick i all hast ta fram ett klassiskt stålmåttband för att kunna fastställa hoppets längd. Dessutom förstod Beamon inte metersystemet, så han insåg inte vad som hade hänt innan resultatet översattes till fot (29 fot och 2,5 tum). När resultatet 8,90 meter utannonserades och även att drömgränsen 29 fot hade passerats gick luften ur tävlingen. När Boston meddelade Beamon att han passerat 29 fot sjönk Beamon ihop mot marken. Därefter var en tårögd Beamon tvungen att hjälpas upp av sina lagkamrater.
Rekordlängden innebar en förbättring av det gamla världsrekordet med 55 centimeter, mer än den sammanlagda ökningen sedan 1920-talet och den procentuellt sett största rekordförbättringen av något IAAF-rekord.
Svensken Lars-Olof Höök hoppade direkt efter Beamon i finalen och slutade på 14:e plats med 7,66 meter. Ingen annan hoppare hoppade längre än 8,19 meter, vilket blev östtysken Klaus Beers silverlängd. Boston kunde bärga bronsmedaljen på 8,16 meter före Ter-Ovanesian på 8,12 meter. Davies floppade rejält och slutade nia på 7,94 meter. Beamon själv gjorde bara ett hopp till i tävlingen, men klarade inte att hoppa längre än 8,04 meter i detta. "I jämförelse med detta hopp är vi som barn" lär Ter-Ovanesians kommentar till hoppet ha varit.
En del förringade Beamons bedrift; de menade att framgången berodde på den tunna luften i Mexico City och medvinden på 2,0 meter per sekund (vilket i friidrottssammanhang är godkända förhållanden). Dock bör man minnas att den övriga världseliten tävlade under samma förhållanden, och ingen av dem kom ens i närheten.
Noterbart är att Beamons näst längsta hopp i karriären mätte 8,33 meter; efter OS 1968 hoppade han aldrig längre än 27 fot (8,23 meter). Det olympiska rekordet i längdhopp hade före 1968 års OS-final Boston, som åtta år tidigare hoppat 8,12 meter. Beamon utraderade således det olympiska rekordet med 78 centimeter.
För sin insats i OS utnämndes Beamon till 1968 års idrottsman alla kategorier. Senare tävlade han dock oregelbundet, och han drog sig tillbaka från friidrottsarenan före 1972 års OS.

## Efter karriären

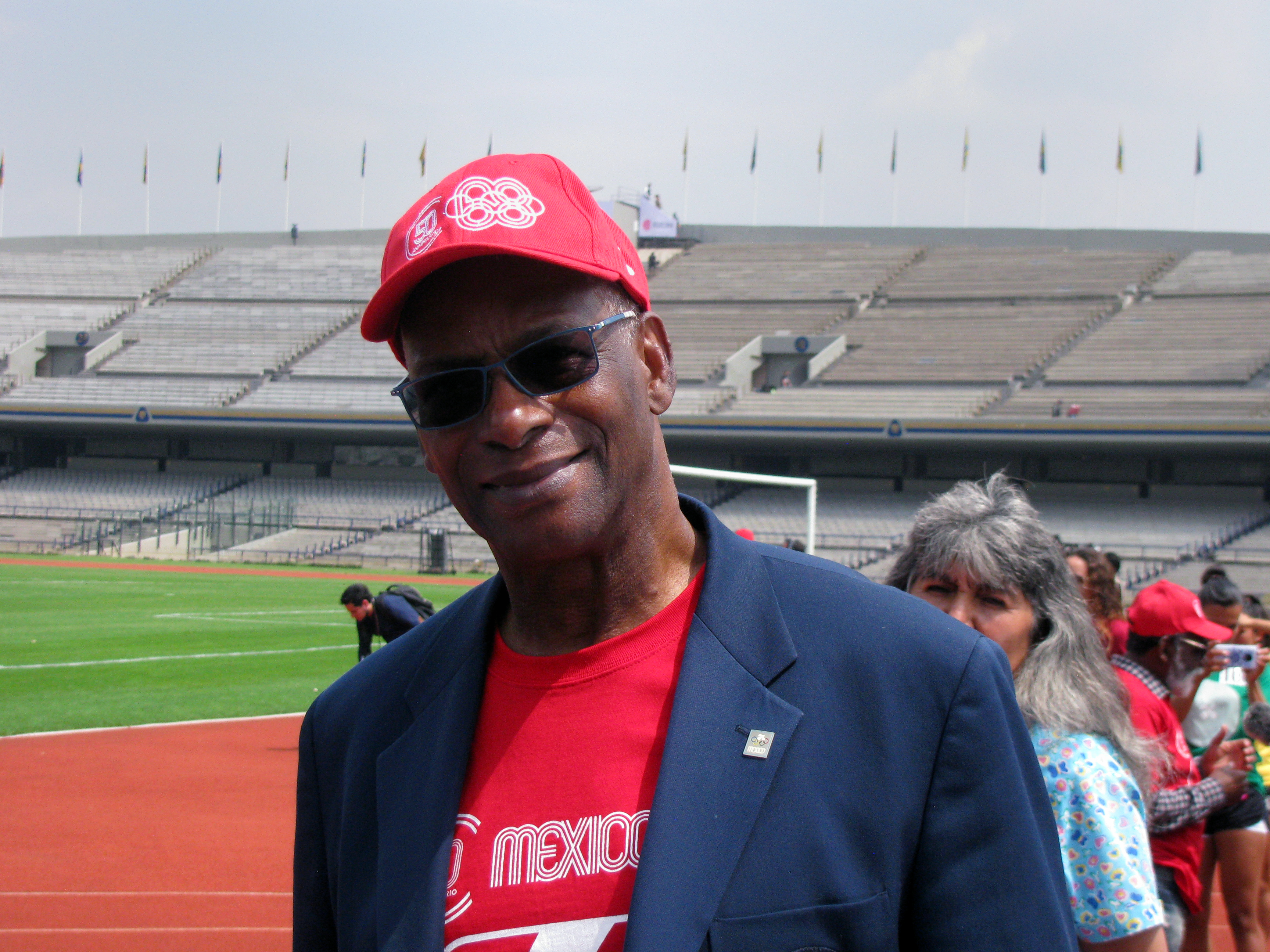
Beamon 2018 vid 50-årsjubileet av olympiska sommarspelen 1968.

Efter den aktiva karriären arbetade Beamon som löptränare, med ungdomsarbete och olika sportrelaterade aktiviteter. Bland annat samlade han 1984 in pengar till USA:s olympiska kommitté.
1977 blev Beamon invald i det amerikanska friidrottsförbundets hall of fame. När US Olympic Hall of Fame instiftades 1983 var Beamon en av de första att väljas in.
Först 1991 slogs Beamons 8,90-längd, av Mike Powell vid det årets VM-tävlingar i Tokyo, och Powells 8,95 meter är sedan dess gällande världsrekord. Ingen annan har hoppat längre än 8,90 meter i godkänd vind.

## Basket
Beamon hade varit en duktig basketspelare på high school och 1969 draftades han av NBA-klubben Phoenix Suns, men han anslöt aldrig till klubben. Han spelade dock basket för Adelphi University på Long Island efter det att han återupptagit sina studier 1970.

## Personliga rekord
- Längdhopp – 8,90 meter (18 oktober 1968 i Mexico City)